# 半邊人
《半邊人》（英語：Ah Ying）是一部於1983年出品的香港電影，由方育平執導，許素瑩、王正方主演。電影改編自女主角許素瑩與其戲劇老師的真實故事，是香港新浪潮的代表作之一。榮获第3屆香港電影金像獎最佳影片、最佳導演及最佳剪接三項大奖；在2005年，獲香港電影金像獎協會票選為「最佳華語片一百部」之一。

## 劇情
阿瑩原為在父母家魚檔幫忙的賣魚女，生活平淡。後來，她到了電影文化中心報讀演戲訓練班，認識了導師張松柏。二人惺惺相惜，互相支持對方追尋自己的夢想。

## 演員
| 演員   | 角色     | 備註                     |
| 王正方 | 张松柏   | 患腿疾的表演艺术教员老师 |
| 许素莹 | 阿莹     | 卖鱼女                   |
| 郑智雄 | 男友     |                          |
| 许培   | 莹父     |                          |
| 邱蓮心 | 瑩媽     |                          |
| 許偉翰 | 大哥     |                          |
| 許素玲 | 阿玲     |                          |
| 許素琪 | 阿琪     |                          |
| 許素琳 | 阿琳     |                          |
| 劉家俊 | 阿山     |                          |
| 張家仁 | 未來姐夫 |                          |
| 舒琪   |          | 客串                     |
| 单慧珠 |          | 客串                     |

## 獎項
| 年份 | 頒獎典禮            | 獎項             | 獲提名         | 結果              |
| ---- | ------------------- | ---------------- | -------------- | ----------------- |
| 1984 | 第34屆柏林影展      | 金熊獎           |                | 提名              |
| 1984 | 第3屆香港電影金像獎 | 最佳影片         |                | 獲獎              |
| 1984 | 第3屆香港電影金像獎 | 最佳導演         | 方育平         | 獲獎              |
| 1984 | 第3屆香港電影金像獎 | 最佳劇本         | 施揚平、王正方 | 提名              |
| 1984 | 第3屆香港電影金像獎 | 最佳男演員       | 王正方         | 提名              |
| 1984 | 第3屆香港電影金像獎 | 最佳女演員       | 許素瑩         | 提名              |
| 1984 | 第3屆香港電影金像獎 | 最佳新人         | 許素瑩         | 提名              |
| 1984 | 第3屆香港電影金像獎 | 最佳攝影         | 陳樂儀         | 提名              |
| 1984 | 第3屆香港電影金像獎 | 最佳剪接         | 秋木涼、吳金華 | 獲獎              |
| 1984 | 第3屆香港電影金像獎 | 最佳音樂         | 林敏怡         | 提名              |
| 1984 | 第3屆香港電影金像獎 | 十大華語片       |                | 獲獎              |
| 2005 | 香港電影金像獎協會  | 最佳華語片一百部 |                | 獲獎 (第六十八名) |

## 外部連結
- 香港影庫上《半邊人》的資料（繁體中文）
- 豆瓣电影上《半邊人》的資料 （简体中文）
- 时光网上《半邊人》的資料（简体中文）
- AllMovie上《半邊人》的资料（英文）
- 爛番茄上《半邊人》的資料（英文）
- 互联网电影数据库（IMDb）上《半邊人》的资料（英文）